# Geaya chamberlini
Geaya chamberlini is een hooiwagen uit de familie Sclerosomatidae.